# Павлов-Азанчеев, Матвей Степанович
Матве́й Степа́нович Па́влов-Азанче́ев (24 февраля [7 марта] 1888 или 10 марта 1888, Курский уезд, Курская губерния — 8 января 1963, Армавир, Краснодарский край) — российский и советский музыкант—гитарист, дирижёр, композитор.

## Биография
Матвей Степанович Павлов (артистический псевдоним — Азанчеев) родился 24 февраля (7 марта) 1888 в Рождественской волости Курской губернии в семье Степана Степановича Павлова, деревенского столяра из крестьян, одно время работавшего в Москве браковщиком на велосипедном заводе «Дукс». В 1907 году с родителями переехал в Батуми, где окончил гимназию.
В мае 1916 года окончил Московскую консерваторию по классу виолончели профессора А. Э. фон Глена; композицию изучал у М. М. Ипполитова-Иванова. Освоил семиструнную гитару.
В 1916—1917 годы служил военным капельмейстером в 194-м пехотном запасном полку Московского военного округа. В 1919—1922 годы служил в РККА в Ашхабаде, Самарканде и Ташкенте.
С конца 1922 года жил в Москве, где давал сольные концерты на семиструнной гитаре. С 1 января 1924 по 30 ноября 1933 года — дирижёр симфонического оркестра Владикавказа (с 1931 — Орджоникидзе); также руководил ансамблем кинотеатра и участвовал в трио (скрипка, виолончель, фортепиано). В 1933 году переехал в Сочи; работал солистом (виолончелистом и гитаристом) в Сочинском государственном театре, в культурном отделе курортного управления.
6 января 1945 года был арестован по обвинению в проведении антисоветской агитации в период Отечественной войны. 10 апреля 1945 года Военным трибуналом войск НКВД Краснодарского края в г. Сочи по ст. 5810 ч. 2 УК РСФСР приговорён к лишению свободы в исправительно-трудовых лагерях сроком на 10 лет, с конфискацией лично ему принадлежащего имущества. Находился в ИТК в Краснодаре, освобождён в январе 1955 года. Реабилитирован 9 сентября 1993 года прокуратурой Краснодарского края.
После освобождения жил в Армавире, выступал в клубе завода «Армалит», перебивался случайными заработками. С 1956 года работал в отделе радиоинформации г. Орджоникидзе художественным руководителем и дирижёром смешанного оркестра, выступал с гитарой по радио.
После увольнения жил в Армавире, с 22 июля 1961 года — в армавирском доме престарелых, где и скончался 8 января 1963 года.

### Семья
Отец — Степан Степанович Павлов (? — 1924), мать — Елена Георгиевна Коваленко.
Жена — Любовь Петровна (? — 1959); была арестована вместе с мужем и приговорена к 8 годам лишения свободы.

## Творчество
В сольных концертах исполнял на семиструнной гитаре собственные сочинения, а также пьесы М. Т. Высотского, А. О. Сихры, Русанова, Ф. Тарреги, Ф. Сора, Джулиани, Н. Паганини, Дж. Верди, Ш. Ф. Гуно, П. И. Чайковского, И. С. Баха и других композиторов, большинство из них — в собственной обработке. Применял очень сложную аппликатуру левой руки.
Первые его сохранившиеся сочинения для гитары относятся к середине 1920-х годов.
Автор 97 оригинальных произведений для гитары и 625 аранжировок, в том числе балета для симфонического оркестра «Навстречу солнцу» в 3-х больших частях, премьера которого состоялась в Армавире в апреле 1957 года.
Применил в гитарных произведениях ряд новаторских приёмов:
- эффектные хроматические последования параллельными аккордами;
- параллельные квинты;
- окончание музыкальной фразы октавными построениями;
- усложнённое арпеджио;
- двухдольные построения в размере 3/4[7].

## Отзывы
Он «играет на гитаре все, что угодно, например, всю оперу „Кармен“ без всяких пропусков».

## Память
Архив сочинений М. С. Павлова-Азанчеева был собран Владиславом Михайловичем Мусатовым и разослан нескольким гитаристам страны, подлинники 9 декабря 1986 года подарены Музею музыкальной культуры им. М. И. Глинки в Москве (фонд 359/2321).
Произведения М. С. Павлова-Азанчеева входят в концертный репертуар А. В. Бардиной и записаны ей на CD (1996 год): вальс «Мечта», «Шествие», «Мотылёк», «Старинные куранты», «Скерцо», вальс «Снежинки». Запись произведений М. С. Павлова-Азанчеева осуществил О. В. Тимофеев, выпустивший также радиопередачи о М. С. Павлове-Азанчееве на «Народном радио» (Москва, 2002; издана также на CD) и проекте Republic «Единица хранения» Выпуск. 7 от 23 декабря 2019.
Переложения произведений М. С. Павлова-Азанчеева для исполнения на классической 6-струнной гитаре в 2000—2019 годы выполнил российский гитарный композитор и гитарист Сергей Иванович Руднев.
В 2019 году в российском издательстве «VIRTUOZO» издан сборник нот, содержащий на 116 страницах 22 переложения произведений Павлова-Азанчеева для классической 6-струнной гитары: Сергей Руднев «Матвей Павлов-Азанчеев. Избранные сочинения для гитары». ISMN 979-0-9003319-1-5.

## Комментарии
1. ↑  В источниках указывается дата рождения 24 февраля по юлианскому и одновременно 10 марта по григорианскому календарю[2][3], что, очевидно, является ошибкой пересчёта.
2. ↑  Ныне соответствует территории Амосовского сельсовета в Медвенском районе Курской области.
3. ↑  В источниках местом рождения указывается также Москва[5], по-видимому, ошибочно.
4. ↑  В источниках[2] встречается указание на учёбу в Московской консерватории в 1904—1907 годы, что, по-видимому, ошибочно.
5. ↑  С 1968 — Сочинская филармония.